# Abtei Vertheuil

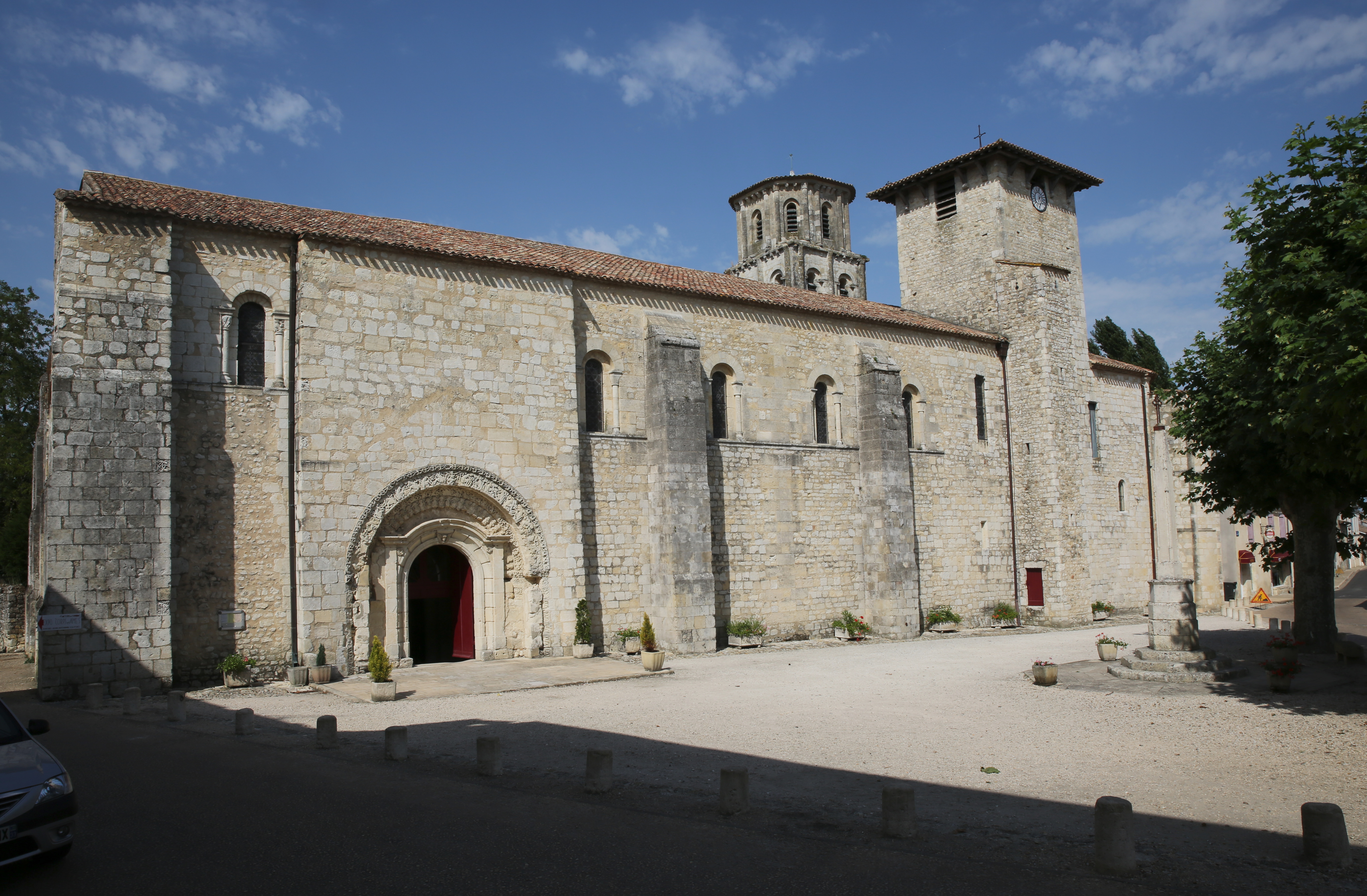
Abteikirche

Die ehemalige Abtei Vertheuil liegt inmitten der gleichnamigen französischen Ortschaft Vertheuil im Médoc in der Region Nouvelle-Aquitaine. Erhalten sind die Kirche Saint Pierre de Vertheuil (dem Apostel Petrus geweiht; ein neueres Kirchenfenster in der Westwand zeigt ihn mit zwei mächtigen Schlüsseln in der Hand) sowie ein Flügel des direkt an die Nordwand der Kirche anschließenden Klostergebäudes. Ein südlicher Flügel um den Innenhof mit einer kleinen Parkanlage wurde zerstört.

## Geschichte
Das Kloster und seine erste Kirche entstanden möglicherweise bereits im 9. oder 10. Jahrhundert, als die Mönche des nahe gelegenen Klosters L’Isle (in der Gemeinde Ordonnac, ca. 7 km Luftlinie nach Norden), das von Normannen zerstört wurde, hierher flüchteten, um in der Burg von Vertheuil Schutz zu suchen. 
Die Überreste dieser Burg befinden sich in Privatbesitz und können nicht besichtigt werden. Die Anlage ist seit 1081 urkundlich belegt, Reste des Wehrturms stammen aus dem 11. Jahrhundert, ein einfaches Burgtor aus dem 14. Jahrhundert.
Eine romanische Kirche wurde im 11. Jahrhundert auf Veranlassung von Herzog Wilhelm VIII. von Aquitanien auf dem Platz einer ehemaligen gallo-römischen Villa errichtet (3 km nördlich von hier liegen die Reste einer spätantiken Stadt, genannt „Site de Brion“). Größere Umbauten des Klosters erfolgten vom 14. bis zum 16. Jahrhundert, ebenso im 19. Jahrhundert; im 20. Jahrhundert wurden Teile abgerissen. Seit dem 12. Jahrhundert bis zur Französischen Revolution lebten hier zunächst Benediktiner, dann Augustiner-Chorherren.

## Architektur
Bei der Klosterkirche handelt es sich um eine dreischiffige Hallenkirche mit halbrund geschlossenem Chorumgang, an den drei Radialkapellen angebaut sind. Besonders bemerkenswert sind das Hauptportal an der Südseite der Kirche und die Kapitelle im dreischiffigen Kirchenraum und im Chor (dort auch die Konsolen oder Kragsteine der Gewölberippen), die wie die gesamte Kirche aus hellem Sandstein bestehen. Der Platz vor der Kirche auf der Portalseite war im Mittelalter ein Friedhof; in der Pflasterung ist der Verlauf der ehemaligen Mauer markiert. Das Kreuz auf diesem Platz erinnert an die Religionskriege, als hier in den 1570er Jahren ein protestantischer Richter hingerichtet wurde (Inschrift nur zum Teil lesbar).

### Türme
Die Kirche hat zwei östliche Glockentürme. Der ältere Nordturm stammt aus dem 12. Jahrhundert. Zwei mit romanischen Fenstern geschmückte Stockwerke erheben sich über dem eckigen Turmstumpf, das zweite Stockwerk hat einen achteckigen Grundriss und ist mit einem pyramidenförmigen Ziegeldach gedeckt. 
Der etwas niedrigere Südturm stammt aus dem 15. Jahrhundert; er ist rechteckig und wurde mit Schießscharten unter dem heutigen Ziegeldach als Verteidigungsturm erbaut bzw. umgestaltet. Dieser Turm hat im Inneren eine Treppe, aber auch an die Außenwand ist ein Treppenturm angebaut. Am durch ein Gitter verschlossenen Durchgang an dieser Stelle sieht man die Reste eines Wappens, wahrscheinlich eines Abts aus dem 15. Jahrhundert. Es zeigt oben Mitra und Abtsstab, unten rechts den Löwen der historischen Region Guyenne, die sich im Mittelalter unter englischer befand, und links drei Muscheln, die an den Pilgerweg nach Santiago de Compostela erinnern; heute ist es das Wappen der politischen Gemeinde Vertheuil.

### Portal
In das romanische Portal wurde im 17. oder 18. Jahrhundert ein klassizistisches Portal eingebrochen, was mit der Umwidmung der Klosterkirche zur Pfarrkirche im Jahr 1753 im Zusammenhang stehen kann. Das romanische Portal zeigt in den Archivolten vier Friese mit interessanten Figuren. In der ersten Reihe unten sind fortlaufend „alte Männer“, die sich am Bart halten; vielleicht ist das eine Anspielung an Szenen aus der Apokalypse. Die zweite Reihe zeigt kleine Personen, welche Fischer sein könnten, die Netze ziehen. In der dritten Reihe sieht man in der Mitte eine Person, die nach rechts und links ins Horn bläst (vielleicht, um die Erwählten zu rufen). Daran anschließend folgen Reihen von je zwei Personen, die sich, gegenübergestellt, vielleicht mit dem Weinbau beschäftigen (etwas quillt auch aus dem Mund?). Die vierte, oberste Reihe schließlich zeigt Personen und Ornamentik in fortlaufender Folge. Zu allen diesen Darstellungen bleiben Fragen offen. Vom Stil her erinnern die Figuren an Arbeiten der Steinmetze aus der Werkstatt von Saint-Eutrope in Saintes, welche an Pilgerorten auf dem Weg nach Santiago mehrfach tätig waren.

## Ausstattung
Die drei Kirchenschiffe schließen oben mit Kreuzrippengewölben ab, wobei einem annähernd quadratischen Mittelschiffsjoch jeweils zwei etwa quadratische Joche in den Seitenschiffen entsprechen. Das Mittelschiff endet im Osten in einer polygonalen Säulenstellung.
Die beiden verhältnismäßig schmalen und damit hoch wirkenden Seitenschiffe führen zu einem Chorumgang, dem auch die Pilger auf ihrem Weg um den Altar folgten. Die Kapelle in der Mittelachse hat analog zur Kirche von Santiago de Compostela ungewöhnlicherweise einen rechteckigen Grundriss, während die beiden Radialkapellen halbrunde Abschlüsse besitzen.
Das hölzerne Chorgestühl ist reich verziert und zeigt u. a. einen Benediktinermönch mit einem kleinen Weinfass. Eine Stuhlwange zeigt offenbar „Alexander den Großen“, auf dem eine Frau reitet, der er sich in Liebe unterwirft; eine weitere Wange zeigt Adam und Eva. Ein Chorpult stammt aus dem 15. Jahrhundert. Der doppelseitige Beichtstuhl ist erhalten, ebenso die Kanzel. An der nördlichen Seitenwand ist eine schlanke, elegante Empore eingebaut, deren Funktion unklar ist; vielleicht diente sie als Stütze für eine Orgel.
Die Steinskulpturen im Chorgewölbe zeigen verschiedene Figuren, deren Deutung unsicher ist (eine Frau, die den Rock hebt, angeblich eine keltische Muttergöttin; Menschen mit Tieren usw.). Auch die Säulenkapitelle im Langschiff sind in interessanter Weise geschmückt mit Personen, Tieren, Pflanzenornamenten usw. (Jäger auf der Falkenjagd, Akrobaten, drohende Masken und Tierköpfe: Symbole mit unterschiedlichsten Deutungsmöglichkeiten).
Der im Kirchenraum gleich links des Eingangs stehende mächtige Taufstein besteht aus einem Block und ist mit durchlaufenden Kanneluren verziert. Er wurde im 15. Jahrhundert aus einem Stein geschaffen, der als Ballast für die englischen Handelsschiffe diente, welche auf der Rückfahrt mit Wein beladen wurden.
Der Klosteranbau, der renovierungsbedürftig ist (insgesamt sind die Gebäude im Besitz der Gemeinde), wird für Wechselausstellungen genutzt. Im an die Kirche anschließenden Erdgeschoss finden sich tiefer liegende, romanische Bauteile, die zu dem nicht mehr vorhandenen Kapitelsaal führen bzw. zum ebenfalls nicht mehr erhaltenen Kreuzgang. Der Raum des 18. Jahrhunderts hat nach beiden Seiten elegante Treppen zum ersten Stock. Im Erdgeschoss ist ein mit grünen Holzpaneelen verziertes Zimmer mit Ausgang zum Garten noch relativ gut erhalten.